# مشعلية قلبية
مشعلية قلبية أو رشاد حجري قلبي (الاسم العلمي: Aethionema cordatum) هي نوع نباتي يتبع جنس المشعلية من فصيلة الصليبية.